# Hattem
 Hattem là một đô thị và thành phố ở phía đông Hà Lan.
Thị xã Hattem thành thành phố năm 1299, một năm trước Amsterdam.
Hattem giáp với rừng ‘De Veluwe’ và nằm dọc theo sông IJssel.